# Gubbio
Gubbio ist eine Stadt in der Region Umbrien in Italien mit 30.388 Einwohnern (Stand 31. Dezember 2023), die Eugubini genannt werden (das eigentliche Stadtgebiet hat 17.000 Einwohner). In der Antike hieß der Ort Iguvium, seit dem Mittelalter volkssprachlich Agobbio, die Bewohner Agobbini.
Gubbio ist Sitz des Bistums Gubbio der Römisch-katholischen Kirche.

## Geografie

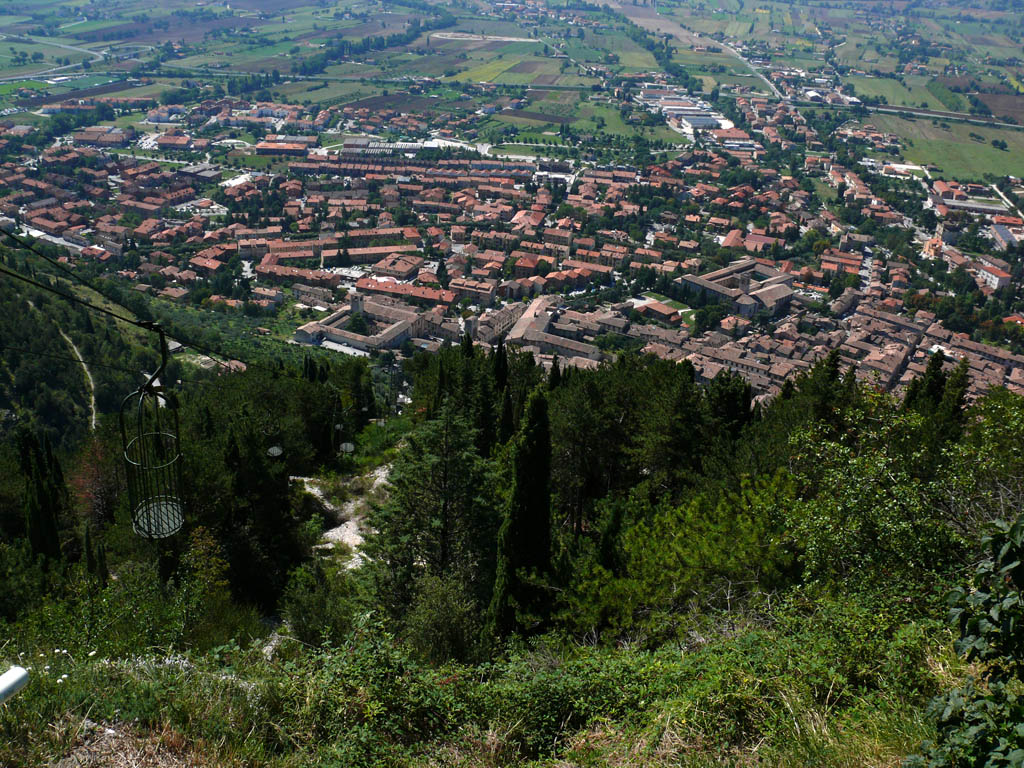
Lage von Gubbio gesehen vom Monte Ingino

Gubbio liegt in 522 m Höhe an den Hängen des Monte Ingino im Apennin etwa 35 Kilometer nordöstlich der Regionshauptstadt Perugia. Im südöstlichen Gemeindegebiet entspringt der Fluss Chiascio.
Zu den Ortsteilen gehören Belardello, Bellugello, Bellugello Biscina, Belvedere, Birello, Borgo Torre, Branca, Caibelli, Caicambiucci, Caimariotti, Camporeggiano, Canalecce, Carbonesca, Carestello, Carpiano, Casacce, Casamorcia, Casanova di Torre, Case Colle, Case Fontarcano, Case Mocaiana, Case Monteleto, Case Santa Maria Maddalena, Case Sant’Erasmo, Case Vignoli, Cima San Benedetto, Cipolleto, Colombara, Colonnata, Colpalombo, Corraduccio, Decima, Febino Casacce, Fontanelle, Fonte Cese, Fonte della Salsa, Ghigiano, Goregge, Intonacato Basso, Lastreto, Le Trosciacce, Loreto Basso, Madonna del Ponte, Mengara, Mocaiana, Molino di Camporeggiano, Montanaldo, Monteleto, Montelovesco, Monteluiano, Morena, Murcie, Nerbisci, Nogna, Padule, Padule-San Marco, Palazzaccio, Petazzano, Petroia, Pian Grande, Piccola Piaggiola, Pieve di Agnano, Pisciano, Raggioli, Ritirata, Salia, Salia Parrocchia, San Bartolomeo, San Bartolomeo di Burano, San Benedetto Vecchio, San Cristoforo Basso, San Marco, San Martino in Colle, Santa Cristina, Santa Margherita di Burano, Sant’Ubaldo, Scritto, Semonte, Semonte - Casamorcia, Semonte Castello, Serrabrunamonti, Sorbo, Spaccio Monteluiano, Spada, Stazione di Camporeggiano, Stazione di Padule, Torre Calzolari, Torre dell’Olmo, Valdichiascio, Vallingegno, Venata, Vignoli, Villamagna und Zangolo.
Die Nachbargemeinden sind Cagli (PU), Cantiano (PU), Costacciaro, Fossato di Vico, Gualdo Tadino, Perugia, Pietralunga, Scheggia e Pascelupo, Sigillo, Umbertide und Valfabbrica.

## Geschichte
Iguvium war ein bedeutendes Zentrum der Umbrer an einer wichtigen Straße vom Tyrrhenischen Meer zur Adria über den Pass von Scheggia. Bereits in vorrömischer Zeit prägte Iguvium eigene Münzen mit den Aufschriften IKVVINI und IKVVINS. Wohl aus dem 3. Jahrhundert v. Chr. stammen die ältesten der sieben Bronzetafeln (Iguvinische Tafeln), deren religiöse Vorschriften zu den wichtigsten Zeugnissen für die umbrische Sprache gehören.

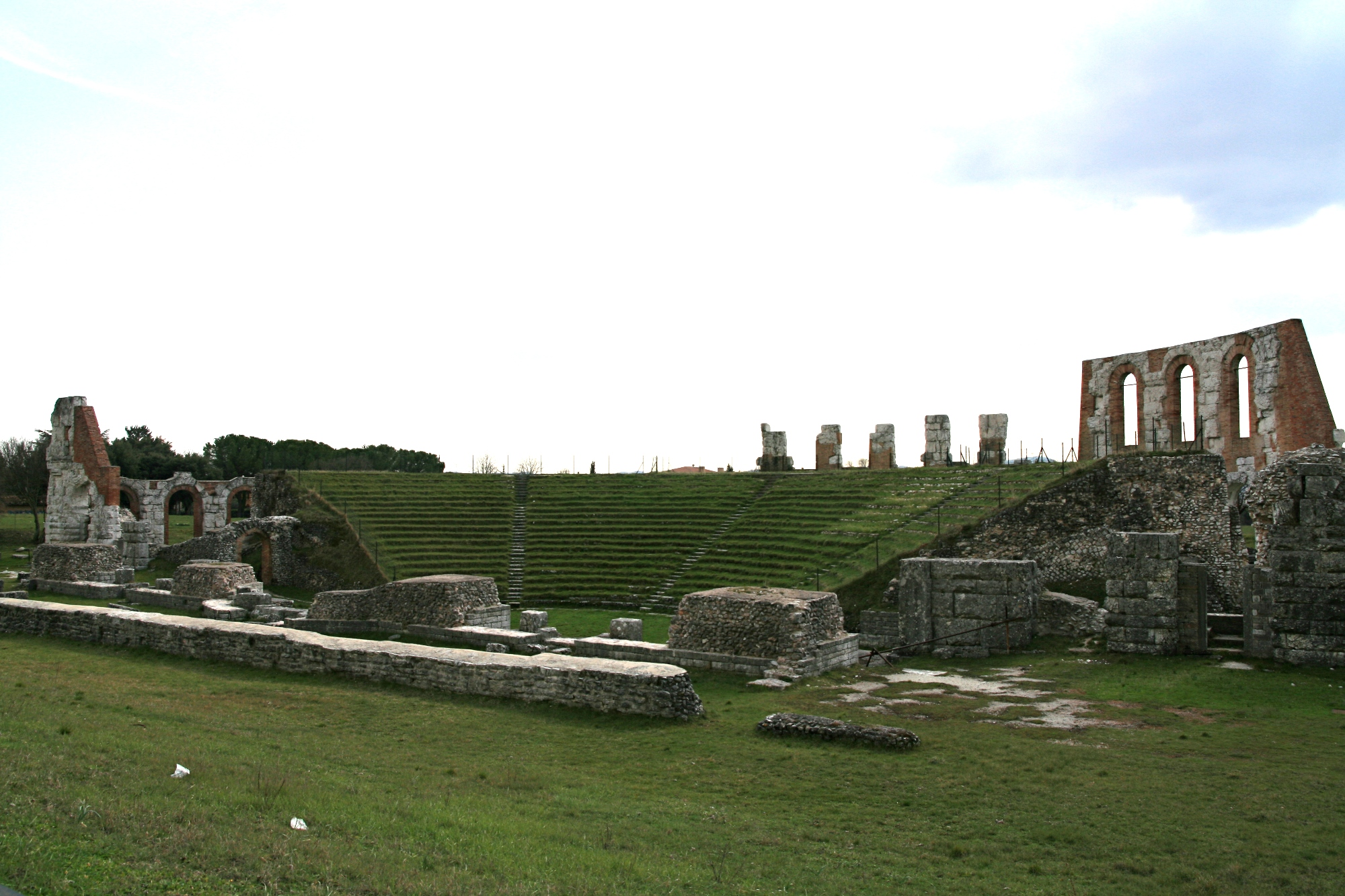
Römisches Theater

Ab 268 v. Chr. gehörte Iguvium als civitas foederata („verbündete Stadt“) zum römischen Einflussbereich und diente den Römern 167 v. Chr. als Verbannungsort für den illyrischen König Genthios. Nach dem Bundesgenossenkrieg wurden die Einwohner römische Bürger; die Stadt gehörte fortan als Municipium zur Tribus (Stimmbezirk) Clustumina. Iguvium wurde zu Beginn des Bürgerkriegs 49 v. Chr. von den Truppen Gaius Iulius Caesars eingenommen. Zur Zeit des Augustus wurde die Stadt von der Spitze des Monte Ingino nach unten an dessen Abhänge verlegt. Während der römischen Kaiserzeit verlor Iguvium an Bedeutung, weil die Via Flaminia die Stadt nur in einigen Meilen Entfernung passierte. An archäologischen Überresten sind ein Theater aus dem 1. Jahrhundert n. Chr. erhalten, ferner Reste von Häusern, Brennöfen und Gräber. Im heutigen Ortsteil Monteleto am Rand des antiken Territoriums der Stadt befand sich ein großer Tempel.
Iguvium war ein Stützpunkt auf dem Byzantinischen Korridor, der Rom und Ravenna verband. Im Mittelalter war Gubbio (Agobio) vom Anfang des 12. bis zur Mitte des 14. Jahrhunderts selbständig. Zu den mächtigen Adelsgeschlechtern der Gegend gehörten die Gabrielli. Deren Uhrahn Cante Gabrielli war ein Gefolgsmann von Alberich I. und nahm am Befreiungskampf gegen die Sarazenen teil; als Dank für die Befreiung des Papstes Stephan VII. aus der Gefangennahme durch König Hugo I. erhielt er die nahegelegene Burg Luceoli zu Lehen. 
1384 unterstellte sich die Stadt, im Kampf mit ihrem Bischof, dem Haus Montefeltro. Nach dessen Aussterben 1508 fiel Gubbio, zusammen mit dem Herzogtum Urbino, an die Familie della Rovere und kam nach deren Erlöschen 1631 an den Kirchenstaat. 
Das heutige Zentrum ist mittelalterlich und von engen Straßen und gotischen Bauten geprägt. Herausragendes Bauwerk ist der Palazzo dei Consoli, in dem die Iguvinischen Tafeln aufbewahrt sind. 
Im Zweiten Weltkrieg wurde Gubbio zum Schauplatz eines Massakers der deutschen Wehrmacht. Soldaten der 114. Jägerdivision erschossen als Vergeltungsmaßnahme für einen Partisanenangriff am 22. Juni 1944 40 Einwohner des Ortes. Eine der seinerzeitigen Partisaninnen aus Gubbio war Walkiria Terradura.
Der Roman Reise im Mondlicht von Antal Szerb handelt zum Teil in Gubbio.

## Sehenswürdigkeiten
Die Städte Umbriens liegen meistens auf Berghängen. Auch die zeitgenössischen Architekten passten ihre Entwürfe diesen Gegebenheiten an.

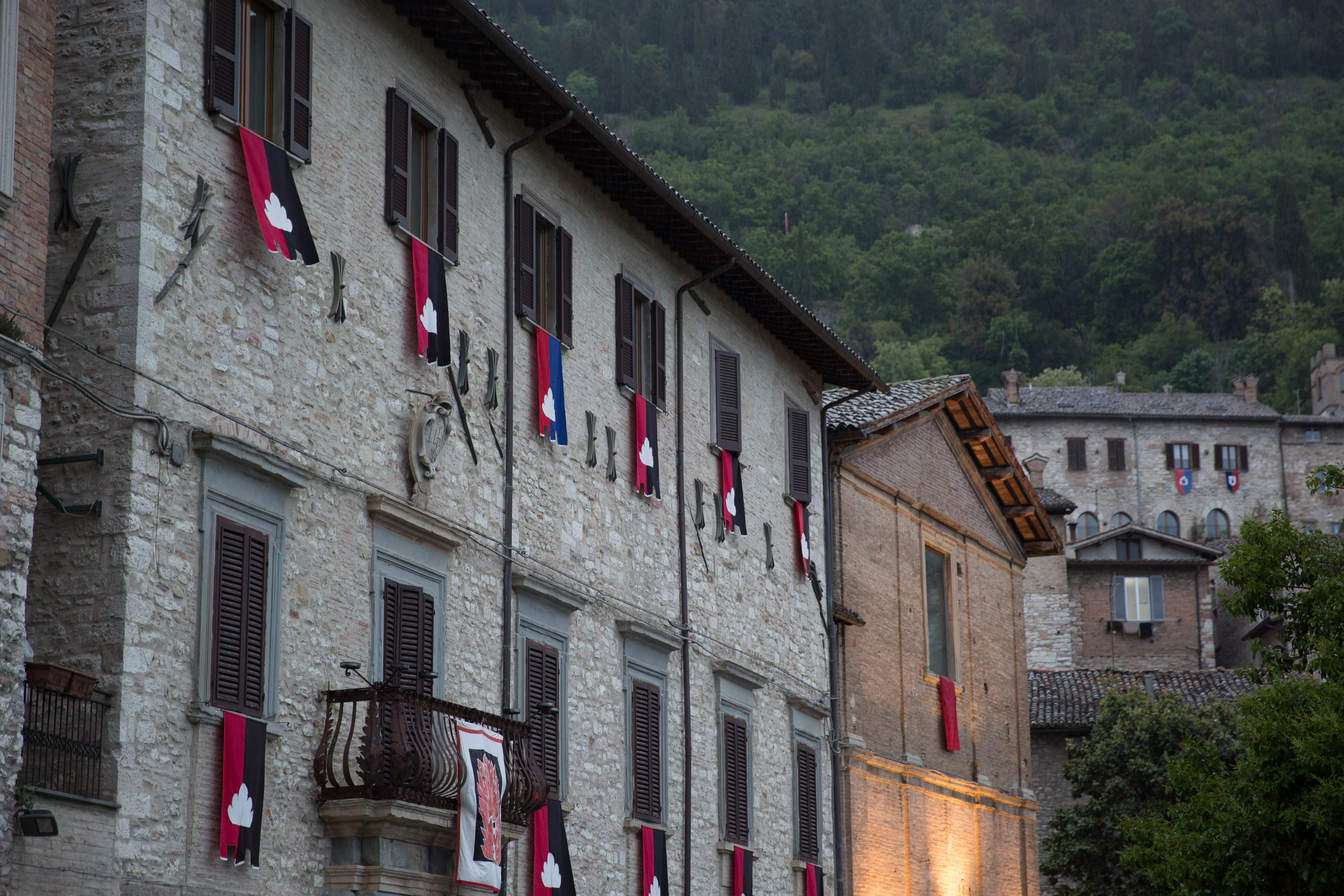
Fassaden an der Piazza 40 Martiri
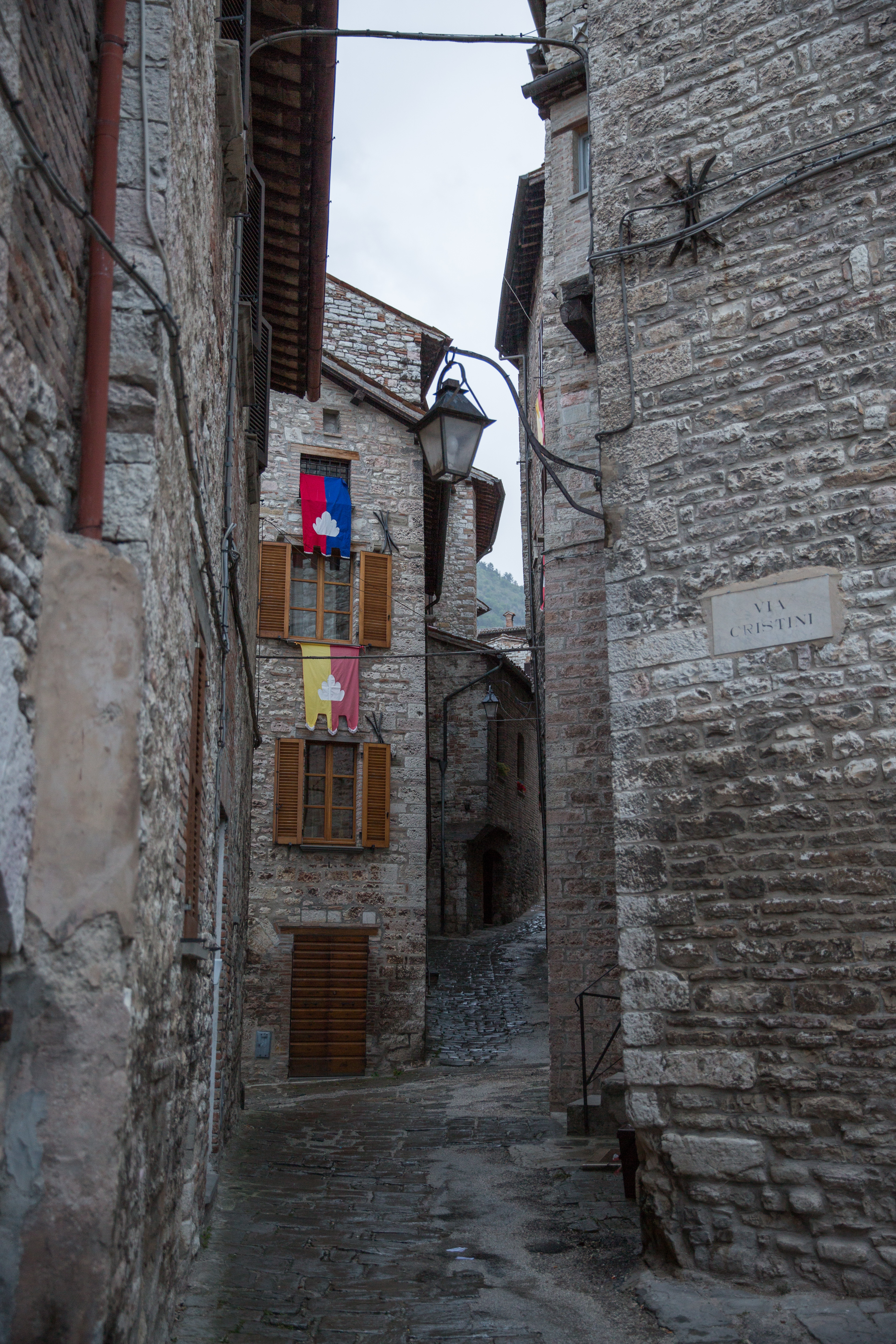
Straße in der Altstadt
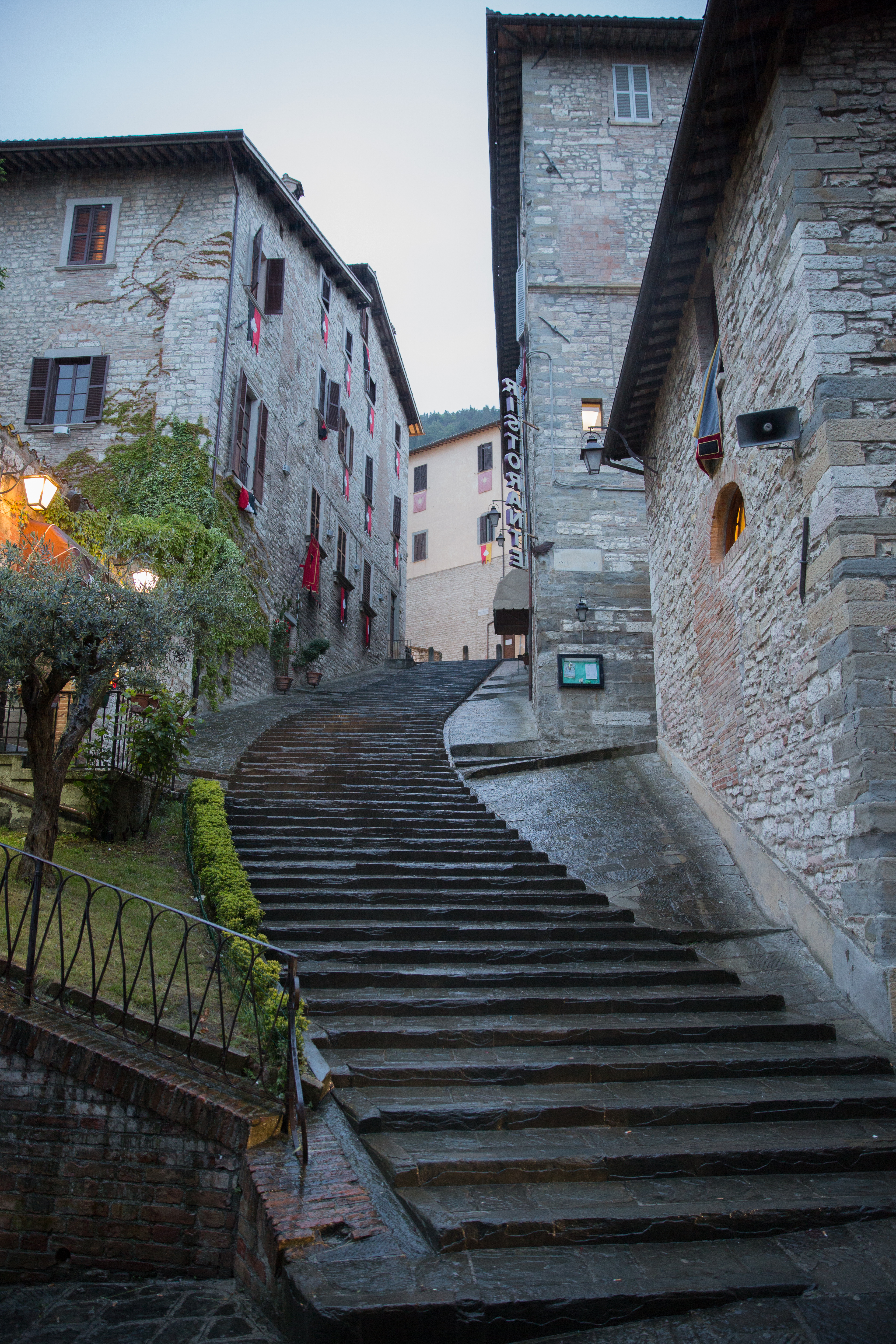
Stufen zum Palazzo dei Consoli
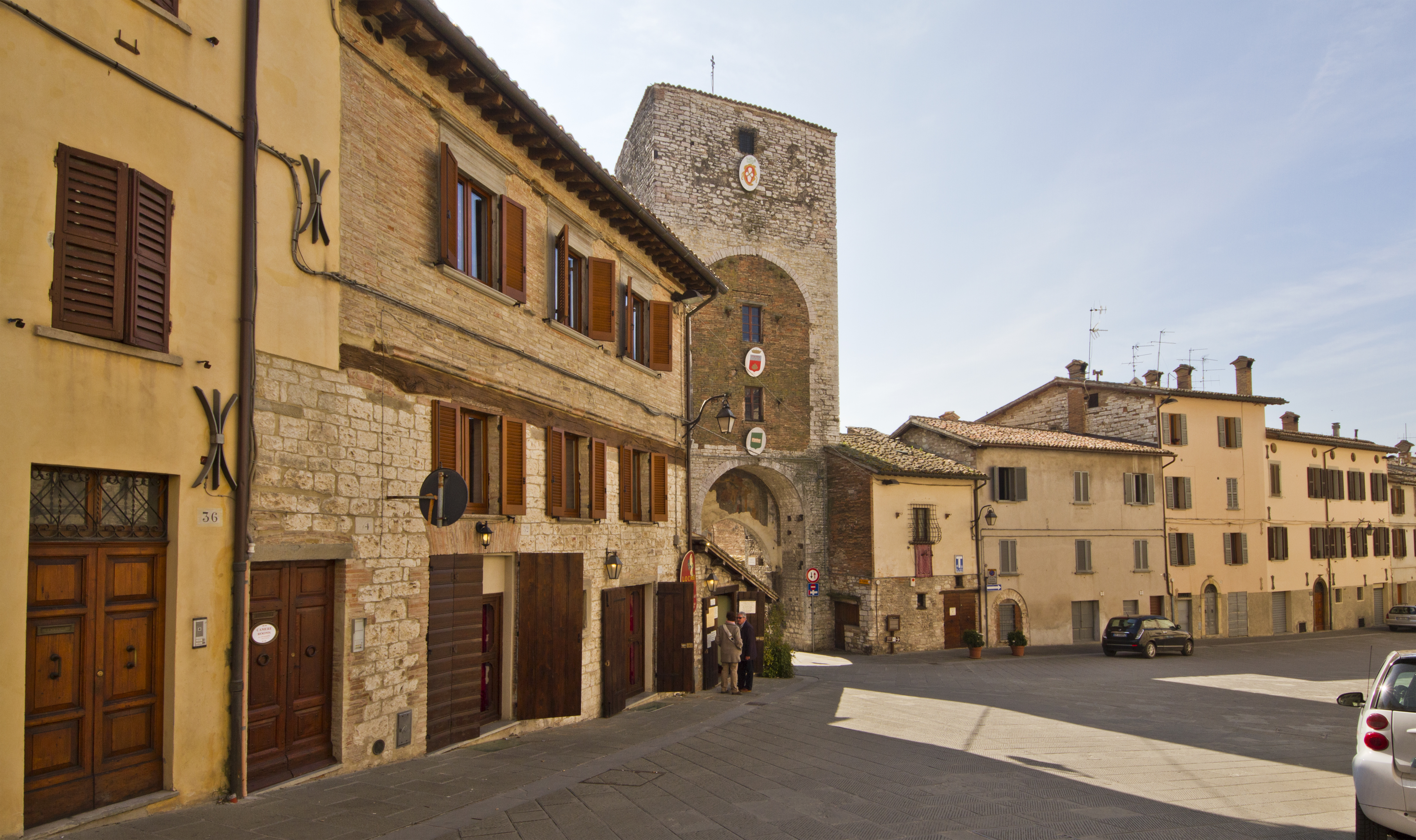
Via Dante Alighieri
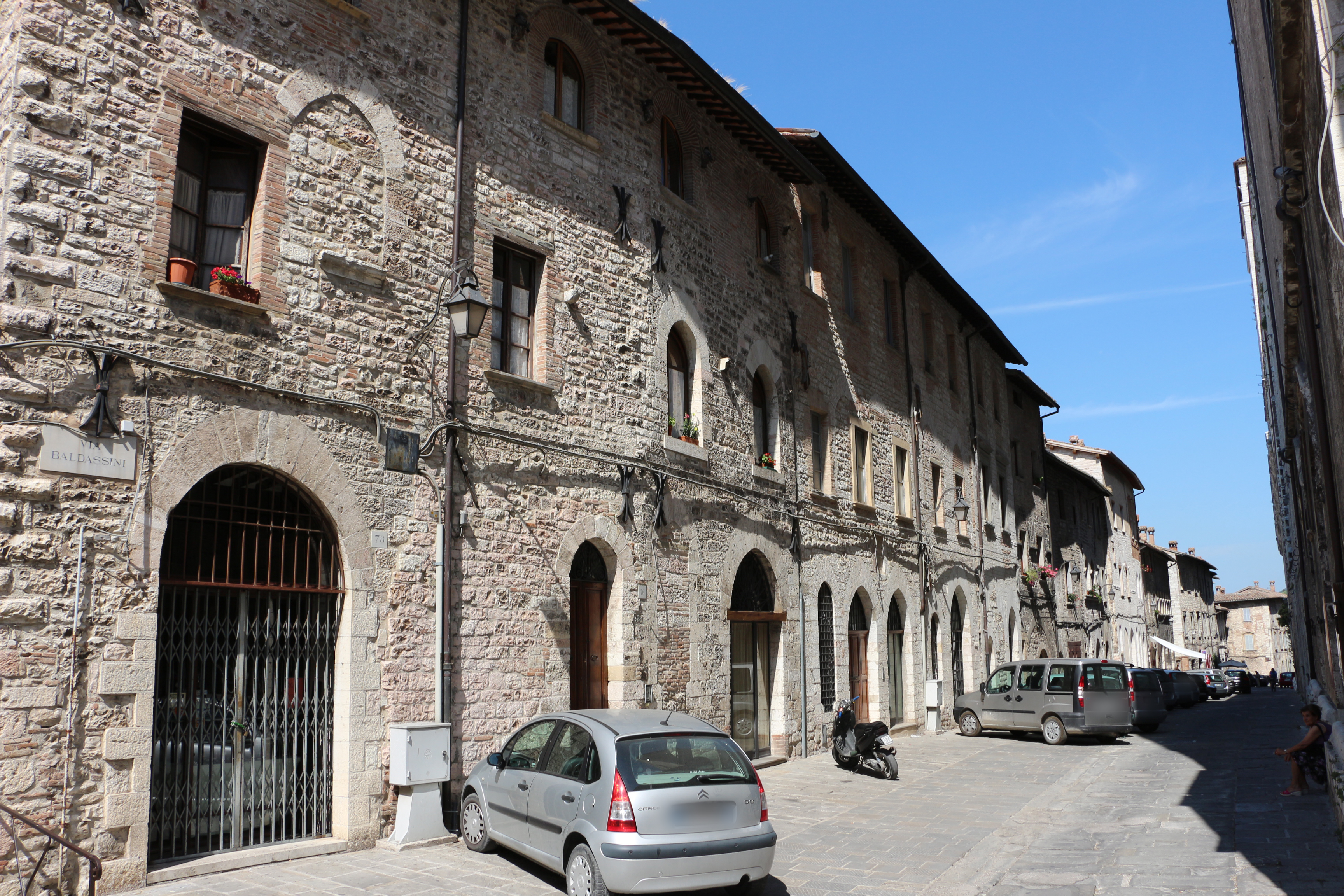
Via Baldassini
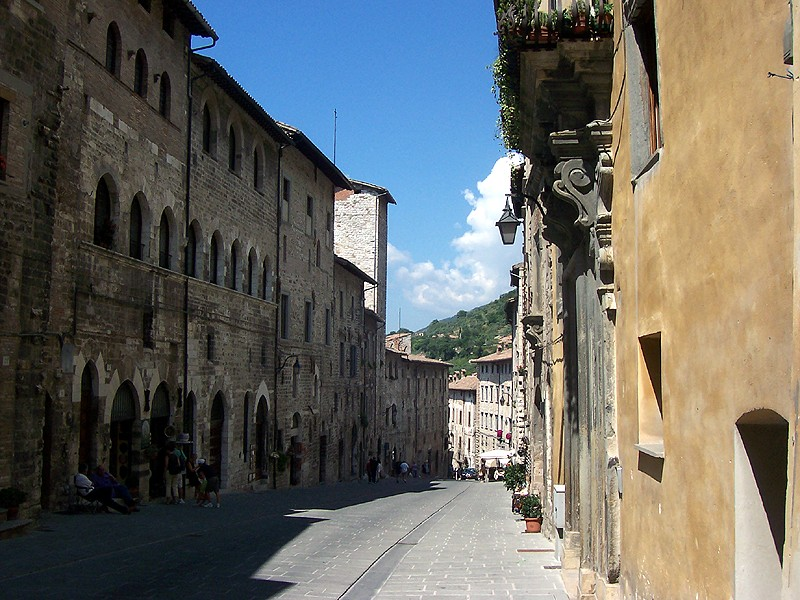
Via dei Consoli
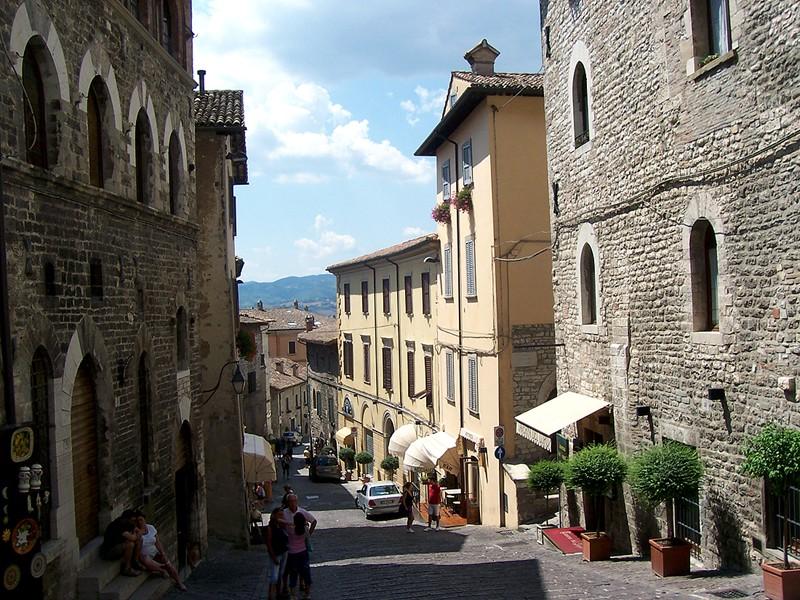
Via Repubblica

### Palazzo dei Consoli (Priorenpalast)

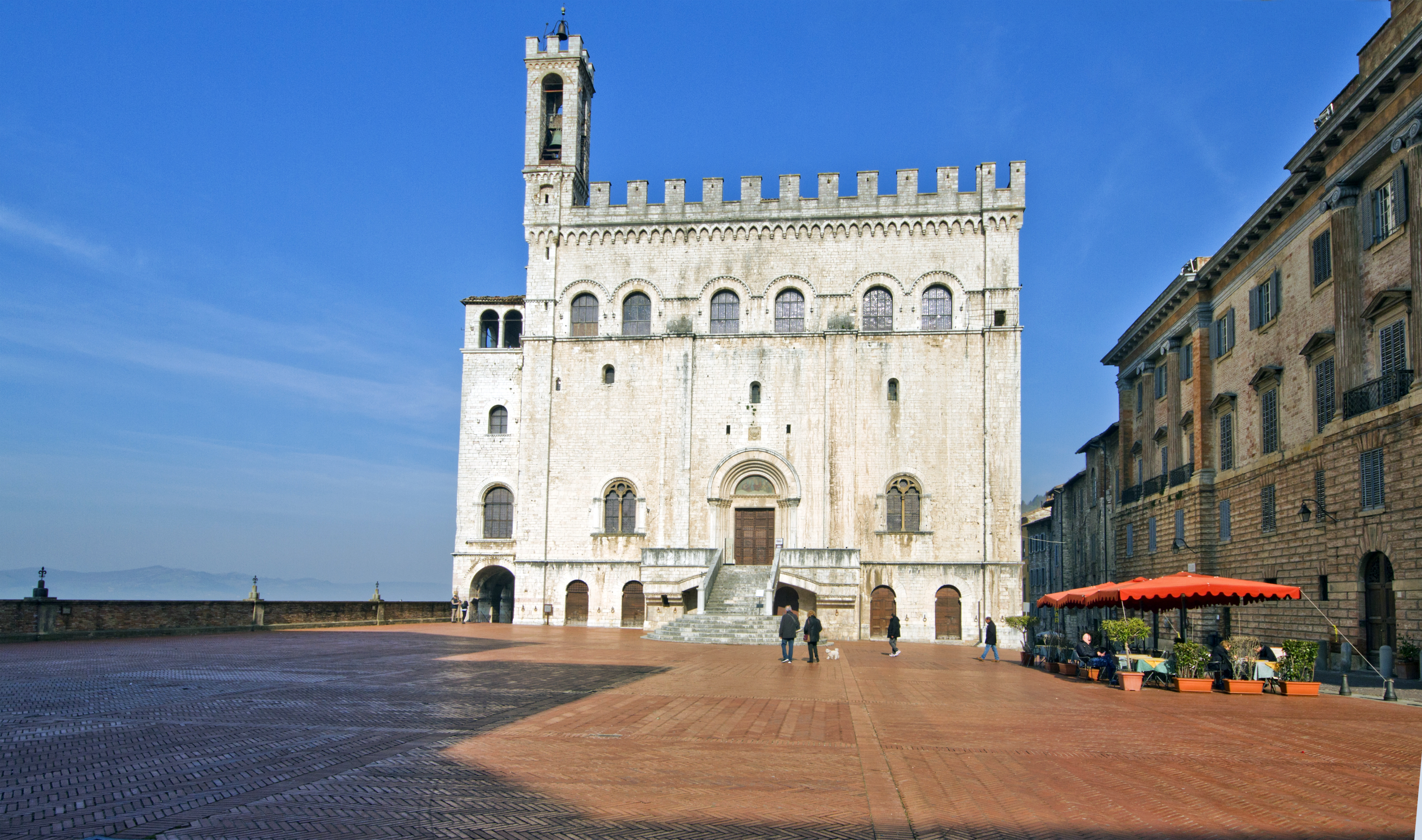
Palazzo dei Consoli

Auf halber Höhe des Berges liegt der Priorenpalast an der Piazza Grande, dem man von weitem nicht ansieht, in welch extremer Hanglage er errichtet wurde. Dieser Priorenpalast von Gubbio wird in der Literatur als „einer der bedeutendsten mittelalterlichen Kommunalpaläste“ und die ganze Form als „eine der kühnsten städtebaulichen Unternehmungen des italienischen Mittelalters“ gewertet. Der Palazzo dei Consoli wurde im Jahr 1332 höchstwahrscheinlich von dem Stadtarchitekten Matteo di Giovannello, kurz Gattapone genannt, erbaut, der entweder aus Gubbio selbst oder aus Urbino stammte.
In diesem Konsulnpalast besteht das mächtige Untergeschoss aus einem einzigen Raum, dem Großen Saal, in dem Ratsversammlungen und Volksanhörungen stattfanden. In dem Geschoss darüber ist heute ein kleines Museum untergebracht.

### Piazza Grande

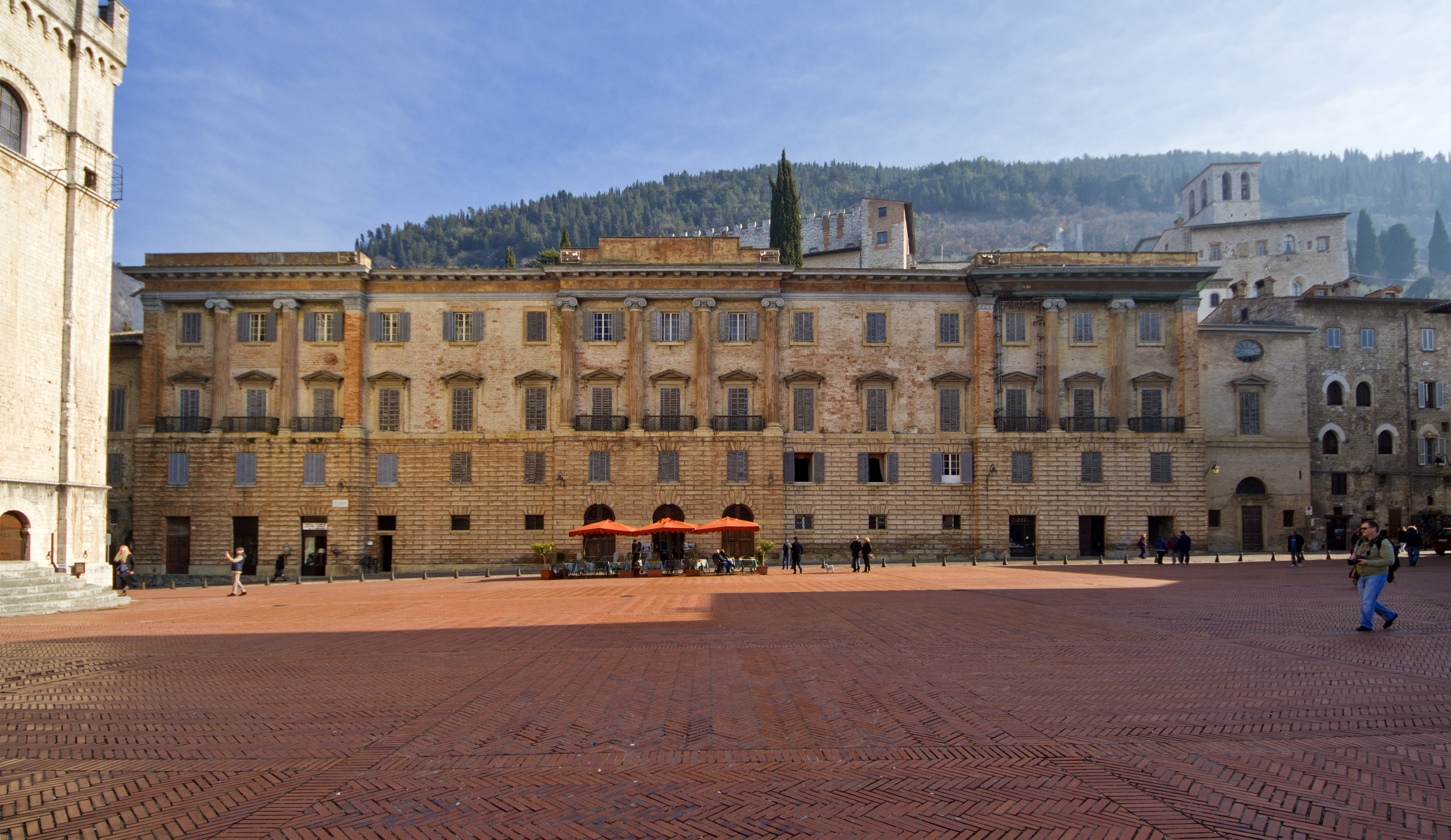
Piazza Grande

Gegenüber dem Konsuln-Palast steht auf der anderen Platzseite der Palazzo Pretorio, ebenfalls von Gattapone geplant, aber nicht vollendet. Hier ist heute das Rathaus untergebracht.

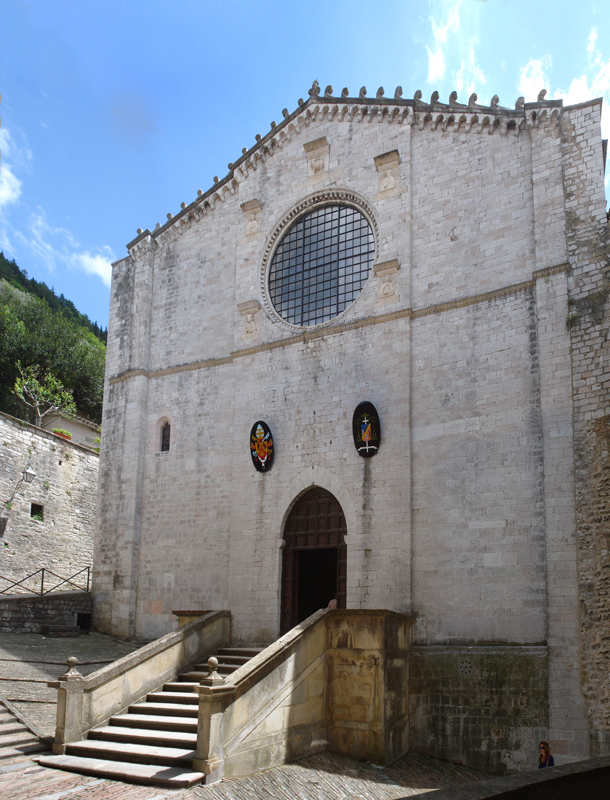
Dom Santi Mariano e Giacomo in Gubbio

Die Straßenseite des Platzes zeigt einige Adelshäuser, die durch das Verbinden vorher autonomer Häuser entstanden sind. An den Dächern kann man sehen, dass es ursprünglich separate Bauwerke waren. Die Fassaden sind dann vereinheitlicht worden, besonders durch die davor gesetzte Kolossalordnung in den oberen Geschossen. Seit dem 15. Jahrhundert hat sich in Gubbio wenig verändert und dank des harten Kalkgesteins auch gut erhalten.

### Der Dom
Die Piazza Grande (auch Piazza della Signoria) ist nicht die höchste Stelle Gubbios. Noch höher liegt der gotische Dom, der ähnlich mit Substruktionen abgestützt werden musste und den man durch enge Gassen erreicht. Die Fassade des Domes aus dem ausgehenden 13. Jahrhundert blickt auf einen kleinen Platz, der ebenso stark geneigt ist wie der Weg, den man zu ihm hochgehen muss. Der Innenraum ist ebenfalls von der starken Hanglage bestimmt. Er ist einschiffig und zur Stabilisierung des Gebäudes war der Einbau von Schwibbögen notwendig statt der üblichen Gliederung.

## Feste

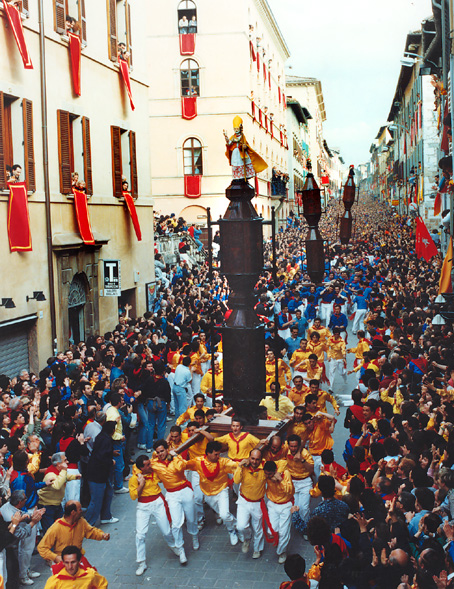
Corsa dei Ceri

- Am 15. Mai findet alljährlich die Corsa dei Ceri, ein Fest zu Ehren des Patrons der Stadt, des Heiligen Ubald von Gubbio (* ca. 1080/1085 in Gubbio; † 16. Mai 1160 Gubbio) statt. Dabei tragen drei Mannschaften in farblich verschiedener Kleidung, jeweils eine fünf Meter hohe und 400 Kilogramm schwere Statue (eine des heiligen Ubald, eine des Heiligen Antonius und eine des Heiligen Georg) auf den Monte Ingino zur Basilika Sant’Ubaldo, dies möglichst schnell – der Gewinner steht allerdings vorher schon fest: die Mannschaft, die die Statue des Sant’Ubaldo trägt, muss gewinnen, weil dieser ja der Patron der Stadt ist.
- Am letzten Sonntag im Mai gibt es den Palio della Balestra, eine folkloristische Veranstaltung mit mittelalterlichen Kostümen, Armbrustschießen und Fahnenschwenkern.

## Kreide-Paläogen-Grenze
Internationale wissenschaftliche Berühmtheit erlangte Gubbio durch die Entdeckung einer Iridium-Anomalie an der Kreide-Paläogen-Grenze durch Vater Luis Walter Alvarez und Sohn Walter Alvarez, die von Geologen und Paläontologen weltweit diskutiert wurde. Auf der Grundlage der Alvarez-Theorie, die heute weitgehend anerkannt ist, konnte das Aussterben der Dinosaurier durch den Einschlag eines Asteroiden im heutigen Golf von Mexiko (Yucatán) vor 66 Millionen Jahren schlüssig erklärt werden. Die Entdeckung einer erhöhten Iridium-Konzentration als Folge eines großen Impakt-Ereignisses gelang den beiden Wissenschaftlern gegen Ende der 1970er-Jahre in den Gesteinsschichten bei Gubbio und wurde im Juni 1980 im Wissenschaftsjournal Science erstmals publiziert.

## Legenden
Eine sehr bekannte Legende aus der franziskanischen Hagiographie erzählt von der Zähmung eines Wolfes, der die Einwohner von Gubbio terrorisierte, durch Franz von Assisi. Der Wolf von Gubbio gilt aufgrund dieser Geschichte als ein Attribut des Franziskus und taucht häufig auf Darstellungen des Heiligen auf. Die Legende wurde z. B. auch im Musical Franz von Assisi mit einem eigenen Lied aufgegriffen.

## Gubbio in der Popkultur
Gubbio ist Schauplatz der Fernsehserie Don Matteo mit Terence Hill in der Hauptrolle.

## Städtepartnerschaften
Partnerstädte von Gubbio sind
- Salon-de-Provence in der Provence (Frankreich)
- Villerupt in Lothringen (Frankreich)
- Wertheim in Baden-Württemberg, seit 2006 (1980–2006 Städtefreundschaft)
- Thann im Elsass (Frankreich)

## Söhne und Töchter der Stadt

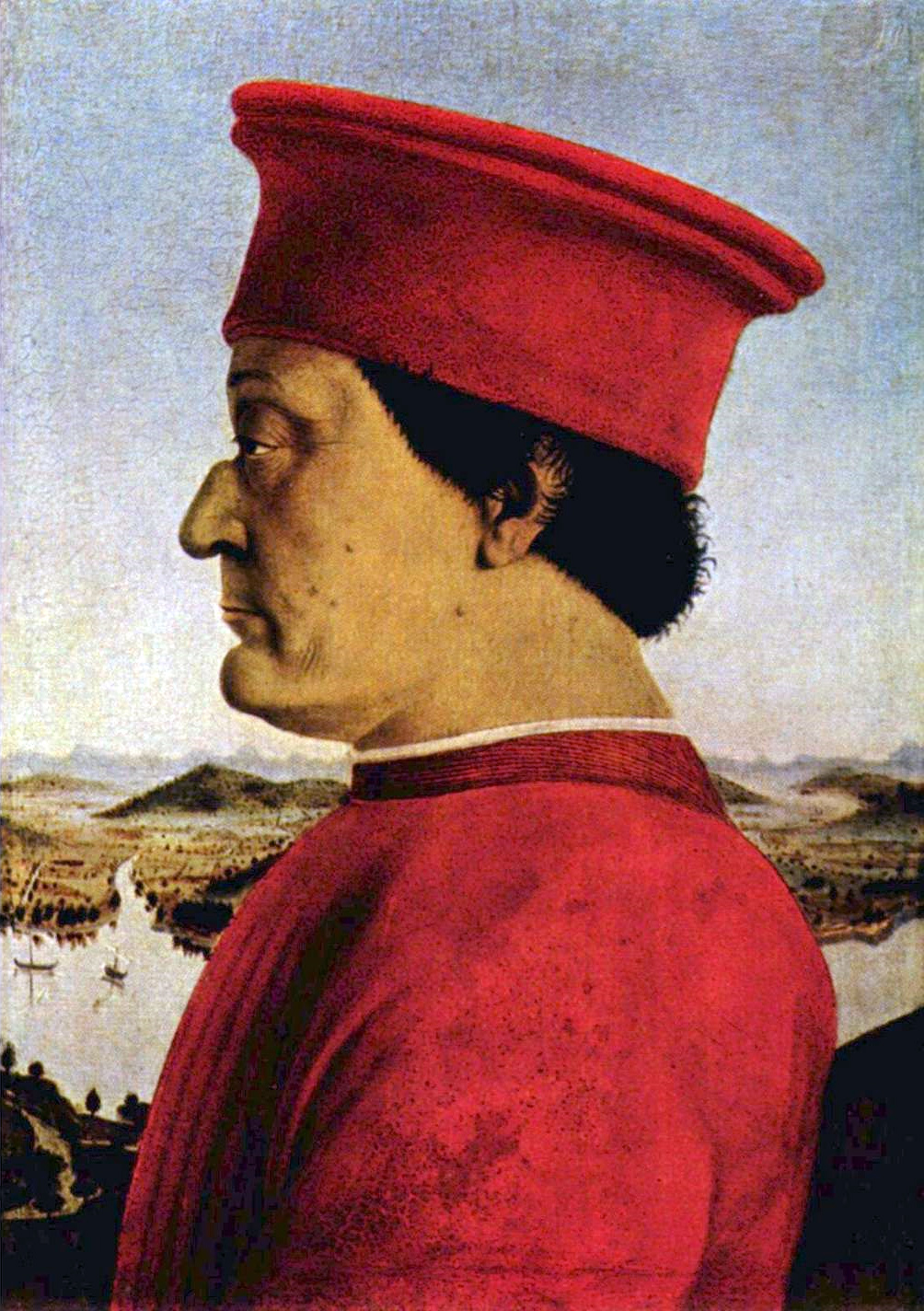
Federico da Montefeltro auf einer Hälfte eines Diptychons von Piero della Francesca, um 1475.

- Ottaviano Nelli (um 1375 – um 1444), Maler
- Federico da Montefeltro (1422–1482), Herzog von Urbino, einer der erfolgreichsten Condottieri der italienischen Renaissance
- Domenico di Cecco († 1488), Maler
- Girolamo Accoramboni (1469–1537), Mediziner und Philosoph
- Guidobaldo I. da Montefeltro (1472–1508), Sohn Federico da Montefeltros, Herzog von Urbino
- Agostino Steuco (1496/97–1548), Augustiner-Chorherr, Bischof von Kissamos
- Baldo Angelo Abati (* etwa Mitte des 16. Jahrhunderts), Arzt und Mediziner
- Avanzino Nucci (~1552–1629), Maler
- Vittoria Accoramboni (1557–1585), Adlige
- Antonio Abati (~1600–1667), Dichter
- Girolamo della Porta (1746–1812), römisch-katholischer Geistlicher, Kardinal
- Giuseppe Pecci (1776–1855), römisch-katholischer Geistlicher, Bischof von Gubbio, Kardinal
- Vittorio Maria Costantini (1906–2003), Minorit, Bischof von Sessa Aurunca
- Walkiria Terradura (1924–2023), Partisanin
- Goffredo Fofi (1937–2025), Literatur- und Filmkritiker